# 萬代知
萬代 知（ばんだい とも）は広告代理店博報堂DYメディアパートナーズに所属するプロデューサー。元アサツー ディ・ケイ（略称ADK、以下ADK）および子会社の日本アドシステムズ（略称NAS、以下NAS）所属。

## 人物
ADKでは『こちら葛飾区亀有公園前派出所』でプロデューサー補を担当し、『クレヨンしんちゃん 嵐を呼ぶ 歌うケツだけ爆弾!』と『クレヨンしんちゃん 伝説を呼ぶ 踊れ!アミーゴ!』の制作委員会に参加した。また、NASでは『メダロット』で制作補とプロデューサー補等を行っていた。
2006年にADKを退社し、博報堂DYメディアパートナーズに転籍する。

## ADKでの作品
- こちら葛飾区亀有公園前派出所 （プロデューサー補）（第222話『視聴率を盗んだ男』で本人役で声優として出演している）
- 舞台版こちら葛飾区亀有公園前派出所1999年 （プロダクションスタッフ）
- 劇場版クレヨンしんちゃん 伝説を呼ぶ 踊れ!アミーゴ!（製作委員会）
- 劇場版クレヨンしんちゃん 嵐を呼ぶ 歌うケツだけ爆弾!（製作委員会）
- 劇場版ドラえもん のび太の恐竜2006 （製作委員会）

## NASでの作品
- 劇場版こちら葛飾区亀有公園前派出所 THE MOVIE（アソシエイト・プロデューサー）
- 劇場版テニスの王子様 跡部からの贈り物 君に捧げるテニプリ祭り
- 劇場版 テニスの王子様 二人のサムライ The First Game
- メダロット（制作補、プロデューサー補）
- メダロット魂（プロデューサー補）
- 劇場版遊☆戯☆王デュエルモンスターズ/光のピラミッド（製作委員会）

## 博報堂DYメディアパートナーズでの作品
- S・A～スペシャル・エー～（アシスタントプロデューサー）
- コードギアス 反逆のルルーシュR2（宣伝）
- キミキス pure rouge（アシスタントプロデューサー）
- 青い文学シリーズ
- 黒執事
- ミチコとハッチン（製作担当）
- Phantom 〜Requiem for the Phantom〜（アソシエイトプロデューサー）
- CANAAN（番組担当）
- DARKER THAN BLACK -流星の双子-（企画協力）
- デュラララ!!（プロモーション協力）